# Cyril Scott
Pour les articles homonymes, voir Scott.
Cyril Meir Scott (né à Birkenhead le 27 septembre 1879 – mort le 31 décembre 1970 à Eastbourne) est un compositeur, poète, écrivain et théosophe britannique.

## Biographie
« Père de la musique moderne britannique » (d'après Eugène Goossens), Cyril Scott est reconnu entre autres par Debussy, Richard Strauss, Grieg et Stravinsky comme un musicien majeur de notre temps. Pionnier de la musique pour piano anglaise du début du XXe siècle, il permet à celle-ci de s'extraire du conservatisme musical d'alors et de l'influence allemande.

## Œuvre
Compositeur prolifique, il est l'auteur de quatre cents œuvres parmi lesquelles :

### Piano
- Sonate en ré majeur, op.17 (1901)
- Scherzo, op.25 (1904)
- 2 Pièces, op.35 (1904)
- 2 Pièces, op.37 (1904)
- Solitude, op.40-1 (1904)
- Vesperale, op.40-2 (1904)
- Chimes, op.40-3 (1904)
- Lotus Land, op.47-1 (1905)
- Columbine, op.47-2 (1905)
- Summerland, op.54 (1907)
- 2 Alpine Sketches, op.58 (1908)
- Dance Nègre (1908)
- Sphinx, op.63 (1908)
- Sonate n°1, op.66 (1909)
- 4 pièces, op.67 (1909–10)
- Suite, op.71-1 (1910)
- Water-Wagtail (1910)
- Berceuse en mi bémol  (1911)
- Pierrette (1912)
- Rainbow Trout (1916)
- Sonate no 2 (1935)
- Sonate no 3 (1956)

### Solos
- The Ecstatic Shepherd, pour flûte (vers 1922)
- Celtic Fantasy, pour harpe (1926)
- Sonatina, pour guitare (vers 1927) (sur une commande d’Andrés Segovia)
- Idyll, pour violon (1928)

### Musique de chambre
- Trio pour piano  en mi mineur, op. 3 (vers 1899)
- Quatuor pour piano en mi mineur, op. 16 (1899)
- Quatuor à cordes, op. 12 (vers 1900)
- Sextuor pour piano et cordes, op. 26 (vers 1903)
- Quatuor à cordes, op. 28 (vers 1903)
- Quatuor à cordes  en fa majeur, op. 31 (vers 1904)
- Sonate pour violon no 1 en do majeur, op. 59 (1908), dédiée à Ethel Barns et créée le 24 mars 1908 à Londres[1].
- Quatuor à cordes no 1 (1919)
- Quintette no 1 (1919)
- Trio avec piano no 1 (1920)
- Quintette avec piano no 1 (1924)
- Quintette pour flûte, harpe, violon, alto et violoncelle (1926)
- Trio à cordes no 1 (1931)
- Sonata Lirica pour violon et piano (1937)
- Sonate pour alto (1939, nouvelle version 1953)
- Trio no 2 (1949)
- Trio avec piano no 2 (1950)
- Sonate pour violon no 2, Sonata Melodica (1950), dédiée à François d'Albert et créée en 1951 à Londres[1]
- Sonate pour violoncelle (1950)
- Quatuor à cordes no 2 (1951)
- Quintette pour clarinette et cordes (1951)
- Quintette pour piano no 2 (1952)
- Quintette à cordes no 2 (1953)
- Sonate pour violon no 3 (1955)
- Trio pour clarinette, violoncelle et piano (vers 1955)
- Sonate pour violon no 4 (1956)
- Trio avec piano no 3 (1957)
- Quatuor à cordes no 3 (1961)
- Sonate pour flûte (1961)
- Trio Pastorale pour flûte, violoncelle et piano (1961)
- Quatuor à cordes no 4 (1964)

### Musique symphonique
- Symphonie no 1 en sol majeur (1899)
- Pelleas et Melisanda, ouverture, op. 5 (1900) [réécrit en op. 20]
- Lyric Suite, op. 6 (1900)
- Heroic Suite, op. 7 (vers 1900)
- Christmas Overture (vers 1900)
- Symphonie no 2 en la mineur (1901–1902) [réécrit sous le nom de Three Symphonic Dances]
- Princess Maleine, ouverture, op. 18 (1902) [réécrit sous le nom de Festival Overture]
- Aglavaine et Sélysette, ouverture, op. 21 (vers 1902)
- Rhapsodie pour orchestre no 1, op. 32 (1904)
- Aubade, op. 77 (1905, nouvelle version vers 1911)
- Three Symphonic Dances, op. 22 (vers 1907) [nouvelle version de la Symphonie no 2]
- Egypt, ballet suite (1913)
- ‘’Two Passacaglias on Irish Themes’’ (1914)
- Britain's War March (1914)
- Suite Fantastique, pour orchestre de chambre (vers 1928)
- Neptune, « poem of the sea » (1933, nouvelle version 1935) [titre initial : Disaster at Sea]
- Symphonie no 3, The Muses, avec chœurs (1937)
- Ode descantique, pour orchestre à cordes  (vers 1940)
- Hourglass Suite, pour orchestre de chambre (vers 1949)
- Symphonie no 4 (1951–1952)
- Neapolitan Rhapsody (1959)
- Sinfonietta pour orgue, harpe et cordes (1962)

### Concertos
- Concerto pour piano en ré majeur, op. 10 (1900)
- Concerto pour violoncelle, op. 19 (1902)
- Concerto pour piano  no 1 (1913–1914)
- Concerto pour violon (vers 1925)
- Philomel, pour violoncelle et  orchestre (vers 1925)
- Double concerto pour violon, violoncelle et orchestre (1926)
- The Melodist and the Nightingale, pour violoncelle et orchestre (1929)
- Early One Morning pour piano et orchestre (1930–31, nouvelle version 1962)
- Concertino pour deux pianos et orchestre (1931)
- Double concerto pour deux  violons et orchestre (1931)
- Passacaglia Festevole, pour deux pianos et orchestre (vers 1935)
- Concerto pour violoncelle (1937)
- Concerto pour clavecin et orchestre (1937)
- Concerto pour hautbois et cordes (1946)
- Concertino pour basson, flûte et cordes (1951)
- Concerto pour piano no 2 (1958)

### Musique de scène
- Othello (1920)
- Return to Nature (1920)
- Smetse Smee (vers 1925-1926)
- Susannah et the Elders (1937)

### Ballets
- The Incompetent Apothecary (1923)
- Karma (1924)
- Masque of the Red Death (1930)

### Avec chœur
- Magnificat, pour solistes, orchestre, chœurs  et orgue  (1899)
- The Ballad of Fair Helen of Kirkonnel, pour baryton, chœurs et orchestre, op. 8 (1900)
- Nativity Hymn, pour solistes, chœurs et orchestre (1913–14)
- La belle dame sans merci, pour baryton, chœurs et orchestre (1915–17)
- Festival Ouverture, pour chœurs et orchestre (1929)
- Mystic Ode, pour chœurs et orchestre de chambre (1932)
- Summerland, pour chœurs et orchestre (1935)
- Ode to Great Men, pour ténor, chœurs de femmes et orchestre (1936)
- Hymn to Unity, pour solistes, chœurs et orchestre (1947)

### Opéras
- The Alchemist (1917–18)
- The Saint of the Mountain (1924–1925)
- The Shrine (vers 1925-1926)
- Maureen O'Mara (1945)

### Écrits
Auteur de 41 livres sur des sujets concernant la médecine alternative (dont il fut l'un des pionniers), l'éthique, la philosophie, le christianisme et l'occultisme, et auteur de 5 recueils de poésie, Cyril Scott est aussi célèbre pour les trois volumes consacrés à un mystérieux personnage qu'il présente comme son instructeur, « l'Initié ». 

#### Ouvrages traduits
- Série de « L'Initié », publiée anonymement, trad. éd. de la Baconnière, Neuchâtel, Suisse :
  - L'Initié. Quelques impressions sur une grande âme par son élève (1920), trad. Gabrielle Godet, 2000, 168 p. 
  - L'initié dans le nouveau monde (1927), trad. Gabrielle Godet, La Baconnière, 2000, 200 p.
  - L'Initié durant le cycle obscur (1932), La Baconnière, 1987, 2000, 173 p.
  - Vision du Nazaréen (1933), trad. K. Jentzer et H. C. Champury, La Baconnière, 1984,
- La Musique et son influence à travers les âges (1933), trad. H.-J. Jamin, éd. la Baconnière, Suisse, 1960, 2015, 245 p. Ouvrage concernant l'influence occulte des œuvres des plus grands compositeurs classiques (Beethoven, Schubert, César Franck etc.).

#### Ouvrages non traduits
- Médecine alternative :
  - Simpler and Safer Remedies for Grievous Ills, Doctors Disease & Health, Constipation and Commonsense et Victory Over Cancer
- Philosophie :
  - Childishness, (1930) Man Is My Theme (1939) et Man, the Unruly Child (1953)
- Occultisme :
  - An Outline of modern Occultism (1925) et Bone of Contention (1969)

## Discographie
- Les Muses, Le Poème Neptune et le 2e Concerto pour piano - Orchestre philharmonique de la BBC, dir. Martyn Brabbins (2004, Chandos).
- La Sonatine pour Guitare - Tilman Hoppstock, guitare (Signum) — saluée comme « un des sommets du répertoire pour guitare du XXe siècle » (Angelo Gilardino, directeur du musée de Ségovie).
- Musique pour piano - Leslie De'Ath (5 volumes et 7 CD Dutton)